# اوید، شهرستان کلینتون، میشیگان
اوید (به انگلیسی: Ovid Township) یک منطقهٔ مسکونی در ایالات متحده آمریکا است که در شهرستان کلینتون، میشیگان واقع شده‌است.
 اوید ۹۳٫۲ کیلومتر مربع مساحت و ۳٬۷۹۵ نفر جمعیت دارد و ۲۲۷ متر بالاتر از سطح دریا واقع شده‌است.